# Eucalyptopsis
Eucalyptopsis är ett släkte av myrtenväxter. Eucalyptopsis ingår i familjen myrtenväxter.
Kladogram enligt Catalogue of Life:
| Eucalyptopsis | \| \| Eucalyptopsis alauda \| \| \| \| \| \| Eucalyptopsis papuana \| \| \| \| |
|               | \| \| Eucalyptopsis alauda \| \| \| \| \| \| Eucalyptopsis papuana \| \| \| \| |
|               | Eucalyptopsis alauda                                                           |
|               |                                                                                |
|               | Eucalyptopsis papuana                                                          |
|               |                                                                                |